# Opelousas
Opelousas je město ležící v americkém státě Louisiana. Je sídlem okresu St. Landry Parish. V roce 2006 zde žilo 23 222 obyvatel. Při své rozloze 18,4 km2 je Opelousas nejhustěji osídleným městem ve státě Louisiana.
Opelousas bylo založeno v roce 1720 a je tak třetím nejstarším městem státu Louisiana. Město sloužilo v 18. a 19. století jako hlavní obchodní středisko mezi New Orleans a Natchitoches. Město je centrem hudby zydeco (forma folku s americkými kořeny). Opelousas se přezdívá „Světové hlavní město koření”, ve městě se vyrábí a prodává mnoho druhů koření a olejů na smažení. Během působení šerifa Cata Douceta v letech 1936–1940 a 1952–1968 byla část Opelousas, kolem silnice 190, rájem gamblerství a prostituce.

## Osobnosti
- Georgia Ann Robinson (1879–1961), první afroamerická policistka u LAPD